# رنح حسي
الرنح الحسي هو عرض وعلامة في طب الأعصاب. وهو شكل من أشكال الرنح (فقدان التناسق ) الذي لا ينتج عن خلل وظيفي في المخيخ ولكن بسبب فقدان المدخلات الحسية للتحكم في الحركة.[بحاجة لمصدر]
يتميز الرنح الحسي عن ترنح المخيخ بوجود تناسق شبه طبيعي عندما يلاحظ المريض الحركة بصريًا، ولكنه يتدهور بشكل ملحوظ في التناسق عند إغلاق العينين مما يشير إلى إيجابية علامة رومبيرغ . يفتقر الرنح الحسي أيضًا إلى السمات المصاحبة لرنح المخيخ مثل منعكاسات نواسي الوترية، ومسح الرتة، والرأرأة، وحركات العين المكسورة.[بحاجة لمصدر]
غالبًا ما يظهر المرضى الذين يعانون من الرنح الحسي التشنج الكاذب وعلامة رومبيرغ . عادة ما يشتكون من فقدان التوازن في الظلام، عادة عند إغلاق أعينهم أثناء الاستحمام أو خلع الملابس فوق الرأس.

## الأسباب
يمكن أن يكون الرنح الحسي مظهرًا من مظاهر الاعتلال العصبي المحيطي بالألياف الكبيرة الحسية والحالات التي تسبب خللًا في الأعمدة الظهرية للحبل الشوكي بسبب مجموعة متنوعة من الاضطرابات: الأمراض المعدية والمناعة الذاتية والتمثيل الغذائي والسامة والأوعية الدموية والوراثية.